# Farrukhsiyar
Farrukhsiyar (persa : فرخ سیار;pronunciación en persa: /farʊx'sɪjar/; 20 de agosto de 1683 – 9 de abril de 1719), también escrito como Farrukh Siyar, fue el décimo emperador mogol de 1713 a 1719. Ascendió al trono tras deponer a su tío Jahandar Shah. Era un emperador sólo de nombre, con todo el poder efectivo en manos de los hermanos cortesanos Sayyid.
Según se informa, era un hombre apuesto que se dejaba influenciar fácilmente por sus asesores, y se decía que carecía de la capacidad, el conocimiento y el carácter para gobernar de forma independiente.
Farrukhsiyarera hijo de Azim-ush-Shan (el segundo hijo del emperador Bahadur Shah I) y Sahiba Niswan.

## Primeros años de vida
Muhammad Farrukhsiyar nació el 20 de agosto de 1683 (noveno Ramzan 1094 AH) en la ciudad de Aurangabad en la meseta de Deccan, de madre cachemira, Sahiba Niswan. Era el segundo hijo de Azim-ush-Shan, el segundo hijo del emperador Bahadur Shah I y nieto del emperador Aurangzeb.
En 1696, Farrukhsiyar acompañó a su padre en su campaña a Bengala . Aurangzeb llamó a Azim-ush-Shan de Bengala en 1707 y ordenó a Farrukhsiyar que se hiciera cargo de la provincia. Farrukhsiyar pasó sus primeros años gobernando Dhaka (en la actual Bangladés), la ciudad capital de Bengala Subah.
En 1712, Azim-ush-Shan anticipó la muerte de Bahadur Shah I y una lucha por el poder, y recordó a Farrukhsiyar. Estaba desfilando por Azimabad (actual Patna, Bihar, India) cuando se enteró de la muerte del emperador mogol. El 21 de marzo, Farrukhsiyar proclamó el ascenso de su padre al trono, emitió monedas en su nombre y ordenó khutba (oración pública). El 6 de abril, se enteró de la derrota de su padre ante una alianza orquestada por Zulfiqar Khan Nusrat Jung entre Jahandar Shah y sus hermanos menores Rafi-us-Shan y Jahan Shah. Aunque el príncipe consideró el suicidio, sus amigos de Bengala lo disuadieron.

## Deponer a Jahandar Shah

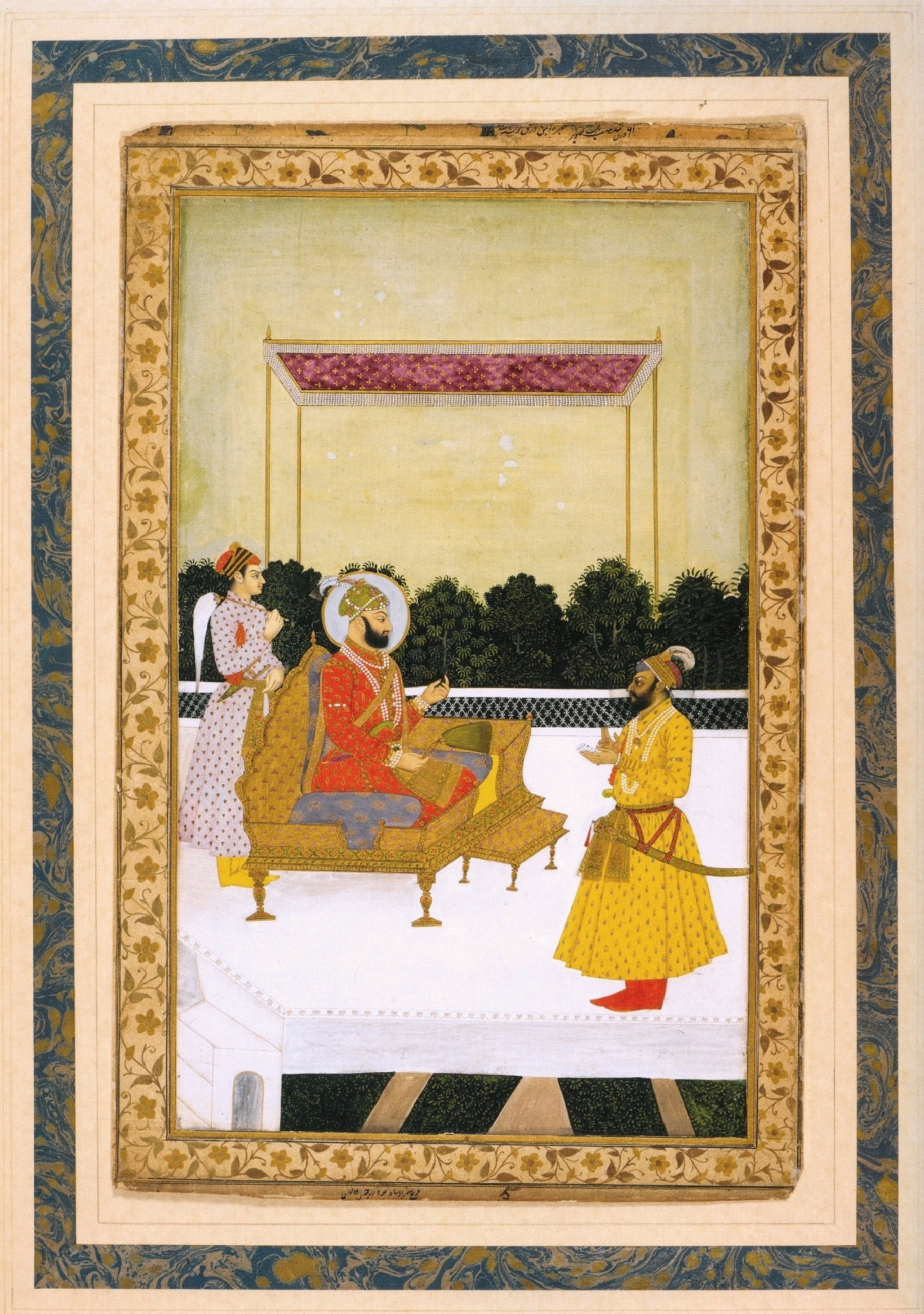
Farrukhsiyar recibiendo a Hussain Ali Khan, c. 1715

En 1712, Jahandar Shah (tío de Farrukhsiyar) ascendió al trono del Imperio Mogol al derrotar al padre de Farrukhsiyar, Azim-ush-Shan. Farrukhsiyar quería venganza por la muerte de su padre y se le unieron Hussain Ali Khan (el subahdar de Bengala) y Abdullah Khan, su hermano y el subahdar de Allahabad.
Cuando llegaron a Allahabad desde Azimabad, el general militar de Jahandar Shah, Syed Abdul Ghaffar Khan Gardezi, y 12.000 soldados se enfrentaron con Abdullah Khan, lo que provocó que Abdullah se retirara al Fuerte de Allahabad. Sin embargo, el ejército de Gardezi huyó cuando se enteró de su muerte. Después de la derrota, Jahandar Shah envió al general Khwaja Ahsan Khan y a su hijo Aazuddin. Cuando llegaron a Khajwah (actual distrito de Fatehpur, Uttar Pradesh, India), se enteraron de que Farrukhsiyar estaba acompañado por Hussain Ali Khan y Abdullah Khan. Con Abdullah Khan al mando de la vanguardia, Farrukhsiyar inició el ataque. Después de una lucha de artillería que duró toda la noche, Aazuddin y Khwaja Ahsan Khan huyeron y el campamento cayó en manos de Farrukhsiyar.
El 10 de enero de 1713, las fuerzas de Farrukhsiyar y Jahandar Shah se encontraron en Samugarh, 9 millas (14,5 km) al este de Agra en la actual Uttar Pradesh. Jahandar Shah fue derrotado y encarcelado, y al día siguiente Farrukhsiyar se proclamó emperador mogol. El 12 de febrero, Farrukhsiyar marchó hacia la capital mogol de Delhi, capturando el Fuerte Rojo y la ciudadela. La cabeza de Jahandar Shah, montada sobre una caña de bambú, fue llevada por un verdugo sobre un elefante y su cuerpo fue llevado por otro elefante.

## Reinado

### Hostilidad hacia los hermanos Sayyid

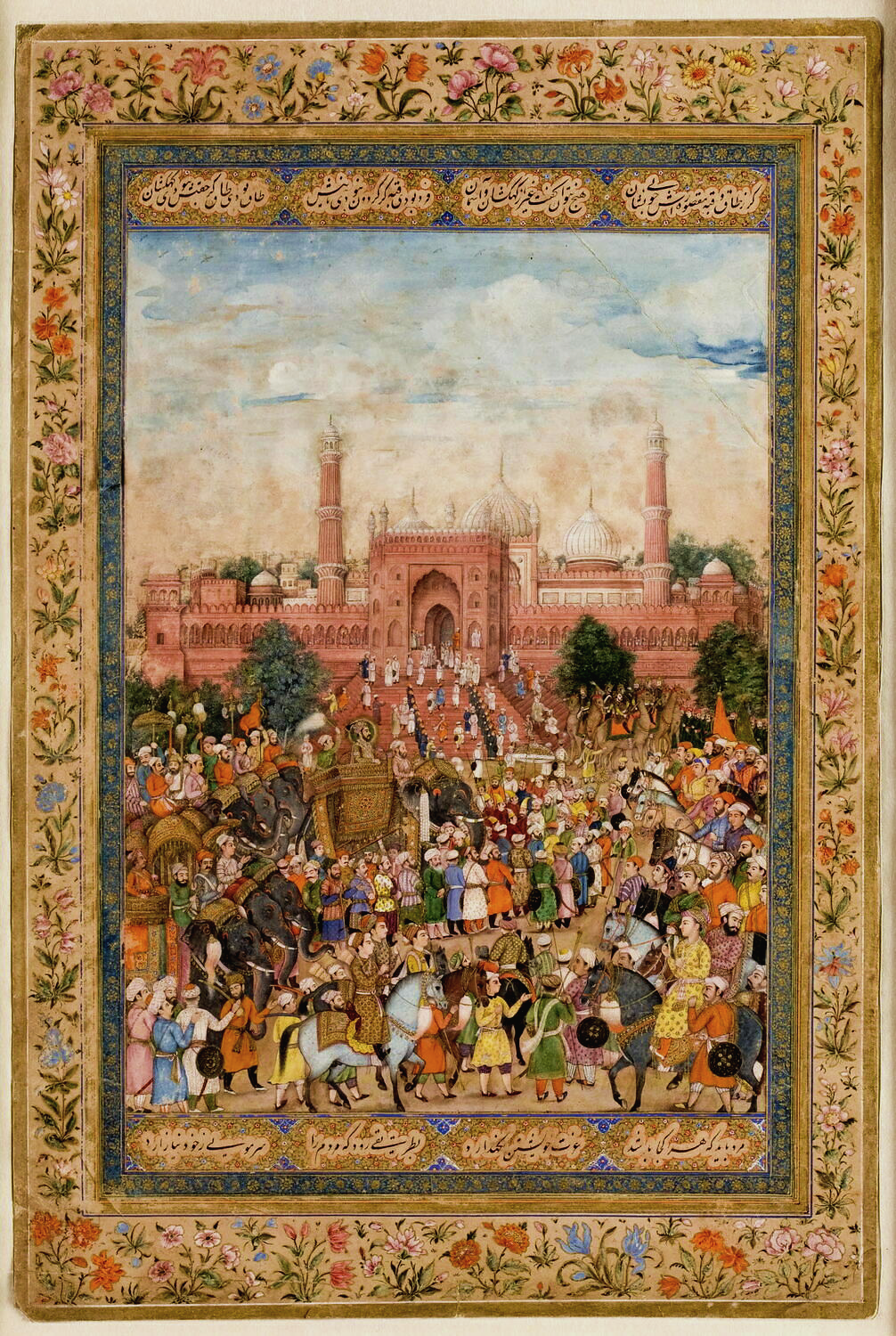
Farrukh Siyar llega a la congregación del viernes en Delhi.

Farrukhsiyar derrotó a Jahandar Shah con la ayuda de los hermanos Sayyid, y uno de los hermanos, Abdullah Khan, quería el puesto de wazir (primer ministro). Su demanda fue rechazada, ya que el puesto estaba prometido a Ghaziuddin Khan, pero Farrukhsiyar le ofreció un puesto como regente bajo el nombre de wakil-e-mutlaq . Abdullah Khan se negó, diciendo que merecía el puesto de visir ya que dirigió el ejército de Farrukhsiyar contra Jahandar Shah. Farrukhsiyar finalmente cedió a su demanda y Abdullah Khan se convirtió en visir. Su hermano Hussain Ali Khan se convirtió en Mir Bakhshi o Comandante en Jefe.
Según el historiador William Irvine, los colaboradores cercanos de Farrukhsiyar, Mir Jumla III y Khan Dauran, sembraron semillas de sospecha en su mente de que podrían usurparlo del trono. Al enterarse de estos acontecimientos, el otro hermano Sayyid (Hussain Ali Khan) escribió a Abdullah Khan: "Estaba claro, por las palabras del Príncipe y la naturaleza de sus actos, que era un hombre que no prestaba atención a las reclamaciones por los servicios prestados, uno falto de fe, quebrantador de su palabra y completamente sin vergüenza". Hussain Ali Khan consideró necesario actuar en beneficio de sus intereses "sin tener en cuenta los planes del nuevo soberano". Farrukhsiyar no pudo enfrentarlos, ya que los hermanos Sayyid mantuvieron el control de la parte más fuerte del ejército y, por lo tanto, estos últimos se convirtieron en gobernantes de facto del imperio.

### Campaña contra Ajmer

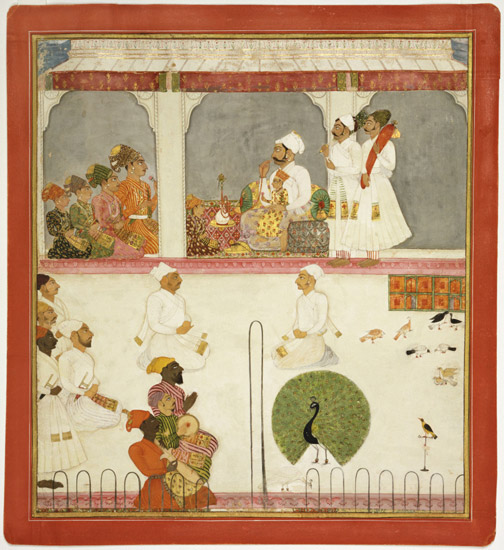
El maharajá Ajit Singh, visto aquí con sus seis hijos, hizo que su hija se casara con Farrukhsiyar en diciembre de 1715.

Maharajá Ajit Singh capturó Ajmer con el apoyo de los nobles Marwari y expulsó a los diplomáticos mogoles de su estado. Farrukhsiyar envió a Hussain Ali Khan para subyugarlo. Sin embargo, la facción contraria a los hermanos Sayyid en la corte del emperador mogol lo obligó a enviar cartas secretas a Ajit Singh asegurándole recompensas si derrotaba a Hussain Ali Khan. Hussain Ali Khan salió de Delhi hacia Ajmer el 6 de enero de 1714, acompañado por Sarbuland Khan y Afrasyab Khan. Cuando su ejército llegó a Sarai Sahal, Ajit Singh envió diplomáticos que no lograron negociar la paz. Mientras Hussain Ali Khan avanzaba hacia Ajmer a través de Jodhpur, Jaiselmer y Mairtha, Ajit Singh se retiró a los desiertos con la esperanza de disuadir al general mogol de una batalla. Ajit Singh se rindió en Mairtha. Como resultado, se restableció la autoridad mogol en Rajasthan. Ajit Singh le dio a su hija, Indira Kanwar, como esposa a Farrukhsiyar. Su hijo, Abhai Singh, se vio obligado a acompañarle a ver al emperador mogol.

### Campaña contra los Jats

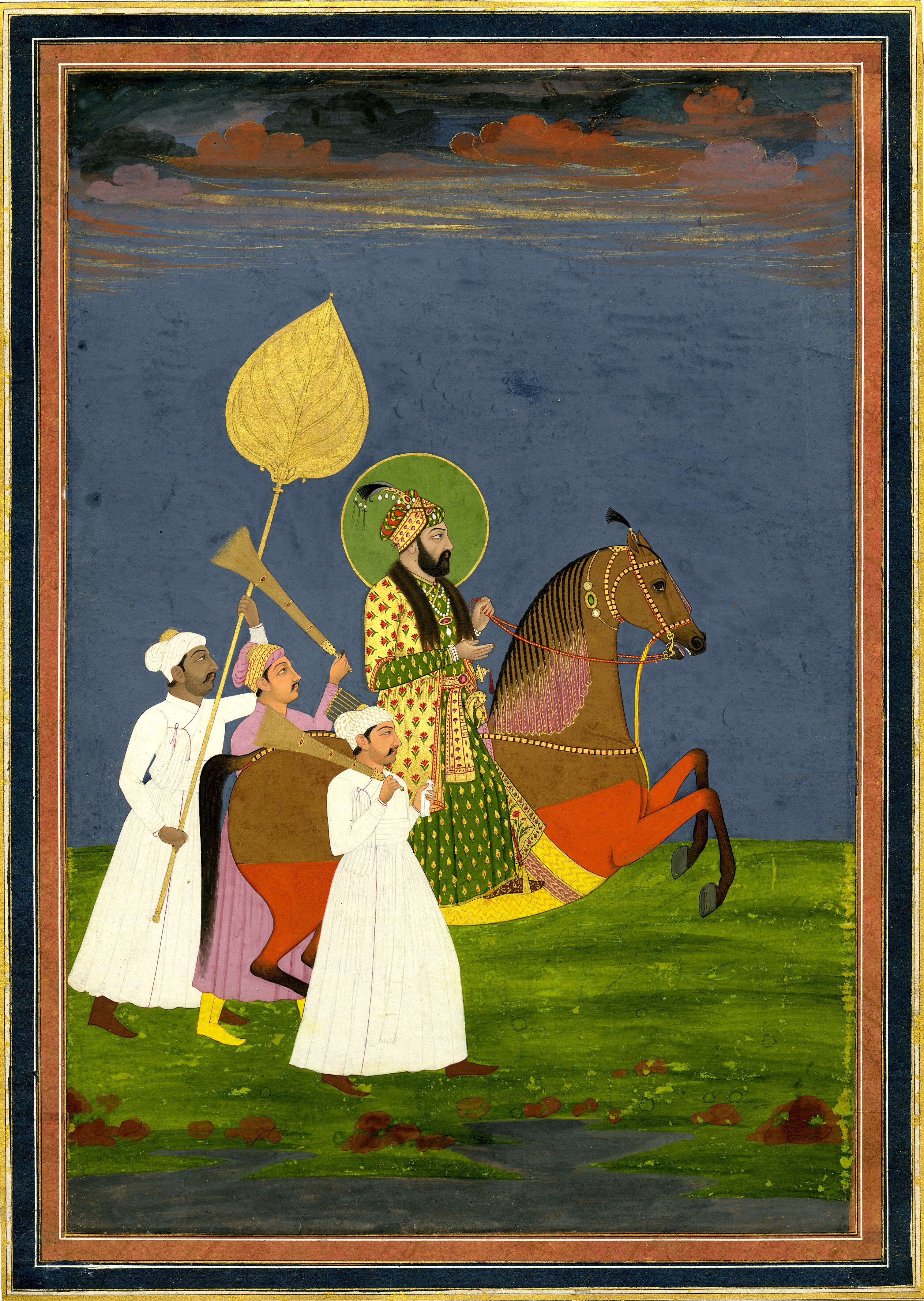
Farrukhsiyar a caballo con asistentes

Debido a la campaña de 25 años de Aurangzeb en la meseta de Deccan, la autoridad mogol se debilitó en el norte de la India con el ascenso de los gobernantes locales. Aprovechando la situación, los Jats avanzaron. A principios de 1713, Farrukhsiyar envió sin éxito al subahdar de Agra, Chabela Ram, para derrotar al líder Jat Churaman . Sin embargo, su sucesor, Samsamud Daulah Khan, obligó a Churaman a negociar con el emperador mogol. Raja Bahadur Rathore lo acompañó a la corte mogol, donde fracasaron las negociaciones con Farrukhsiyar.
En septiembre de 1716, Raja Jai Singh II emprendió una campaña contra Churaman, que vivía en Thun (en el actual Rajastán, India). El 19 de noviembre, Jai Singh II comenzó a asediar el fuerte de Thun. En diciembre, el hijo de Churaman, Muhkam Singh, marchó desde el fuerte y luchó contra Jai Singh II; el Raja reclamó la victoria. Cuando los mogoles se quedaron sin municiones, se ordenó a Syed Muzaffar Khan que trajera pólvora, cohetes y montones de plomo del arsenal de Agra.
En enero de 1718, el asedio había durado más de un año. Con la lluvia que llegó a finales de 1717, los precios de los productos básicos aumentaron y a Raja Jai Singh II le resultó difícil continuar el asedio. Escribió a Farrukhsiyar pidiendo refuerzos y le dijo que había superado "muchos encuentros" con los Jats. Esto no impresionó a Farrukhsiyar, por lo que Jai Singh II (a través de su agente en Delhi) informó a Hussain Ali Khan que daría tres millones de rupias al gobierno y dos millones de rupias al ministro si defendía su causa ante el emperador. Con las negociaciones exitosas entre Hussain Ali Khan y Farrukhsiyar, aceptó sus demandas y envió a Syed Khan Jahan para llevar a Churaman a la corte mogol. Farrukhsiyar emitió un farman (decreto real) a Raja Jai Singh II, agradeciéndole por el asedio.
El 19 de abril de 1718, Churaman fue presentado a Farrukhsiyar; negociaron la paz y Churaman aceptó la autoridad mogol. Khan Jahan recibió el título de Bahadur ("valiente"). Se decidió que Churaman pagaría cinco millones de rupias en efectivo y bienes a Farrukhsiyar a través de Syed Abdullah.

### Campaña contra la Confederación Sikh
Banda Singh Bahadur era un líder sij que, a principios de la década de 1710, había capturado partes de la región de Punjab. Los emperadores mogoles Bahadur Shah I y Jahandar Shah no lograron reprimir el levantamiento de Banda.
En 1714, el Sirhind faujdar (comandante de la guarnición) Zainuddin Ahmad Khan atacó a los sijs cerca de Ropar. En 1715, Farrukhisyar envió 20.000 tropas al mando de Qamaruddin Khan, Abdus Samad Khan y Zakariya Khan Bahadur para derrotar a Bahadur. Después de un asedio de ocho meses en Gurdaspur, Banda Singh Bahadur se rindió después de quedarse sin municiones. Banda Singh Bahadur y sus 200 compañeros fueron arrestados y llevados a Delhi; Lo hicieron desfilar por la ciudad de Sirhind.
Banda Singh Bahadur fue metido en una jaula de hierro y los sijs restantes fueron encadenados. Fueron presionados para que abandonaran su fe y se convirtieran en musulmanes. Aunque el emperador prometió perdonar a los sijs que se convirtieran al Islam, según William Irvine "ningún prisionero demostró ser falso a su fe". Ante su firme negativa, se ordenó la ejecución de todos. Los sijs fueron llevados a Delhi en una procesión con 780 prisioneros sijs, 2.000 cabezas sijs colgadas de lanzas y 700 carros llenos de cabezas de sijs masacrados que se utilizaron para aterrorizar a la población. Cuando el ejército de Farrukhsiyar llegó al Fuerte Rojo, el emperador mogol ordenó encarcelar a Banda Singh Bahadur, Baj Singh, Bhai Fateh Singh y sus compañeros en Trípolia. Después de tres meses de confinamiento, el 19 de junio de 1716 Farrukhsiyar hizo ejecutar a Banda Singh Bahadur y sus seguidores, a pesar de que los ricos Khatris de Delhi ofrecieron dinero para su liberación. A Banda Singh Bahadur le arrancaron los ojos, le cortaron las extremidades, le quitaron la piel y luego lo mataron.

### Campaña contra los rebeldes en el río Indo
Shah Inayat fue el líder de los campesinos pobres de Sindh que lideró un movimiento decisivo contra los zamindars de Sindh y redistribuyó la tierra entre los campesinos y labradores pobres. Fue ejecutado por orden del emperador Farrukhsiyar a principios del siglo XVIII.

### Reimposición de Jizyah
Farrukhsiyar dio poder a varios nobles de Cachemira, como Inayatullah Kashmiri, un antiguo noble alamgiri, y Muhammad Murad Kashmiri, con quien estaba relacionado por matrimonio. Esto se debía a que necesitaba un grupo cercano de seguidores que estuvieran directamente relacionados con él para tratar con los hermanos Sayyid. Inayatullah Khan fue nombrado Diwan-i-Tan-o Khalisa y gobernador de Cachemira en 1717. Prendió fuego a la zona hindú de Srinagar y prohibió a los pandits usar turbantes. Inayatullah Khan fue además responsable de la reimposición de Jizyah en el Imperio mogol después de la muerte de Aurangzeb. Farrukhsiyar dijo a los hindúes:
"Inayatullah me ha presentado una carta del Sherif de La Meca instándome a que la recolección de jizya sea obligatoria según nuestro Libro Sagrado. En una cuestión de fe, no puedo interferir".

### Concesión comercial en Bengala

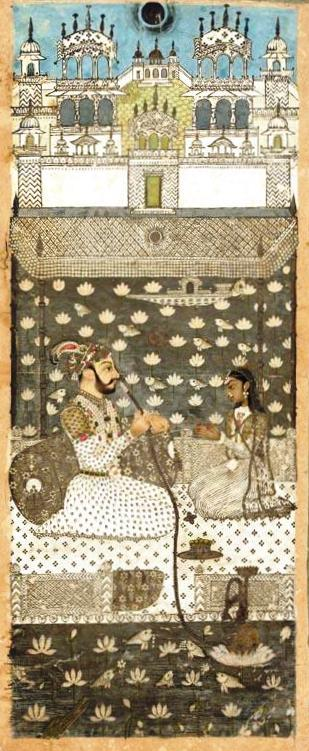
Retrato iluminado por la luna de Farrukhsiyar fumando una pipa de agua con una asistente femenina

En 1717, Farrukhsiyar emitió un granjero que otorgaba a la Compañía Británica de las Indias Orientales el derecho a residir y comerciar en el Imperio Mughal. Se les permitió comerciar libremente, excepto por un pago anual de 3.000 rupias, en agradecimiento a William Hamilton, un cirujano asociado con la empresa, que curó a Farrukhsiyar de una enfermedad. A la empresa se le otorgó el derecho de emitir dastak (pases) para el movimiento de mercancías, que los funcionarios de la empresa utilizaron indebidamente para beneficio personal. El granjero permitió a la Compañía Británica de las Indias Orientales realizar comercio libre de impuestos en la provincia de Bengala. Se les entregaron dastaks (pases), que fueron utilizados indebidamente por los empleados de la Compañía. Los dastaks fueron utilizados para su propio comercio privado, lo que enfureció al Nawab de Bengala, Alivardi Khan.

### Lucha final con los hermanos Sayyid

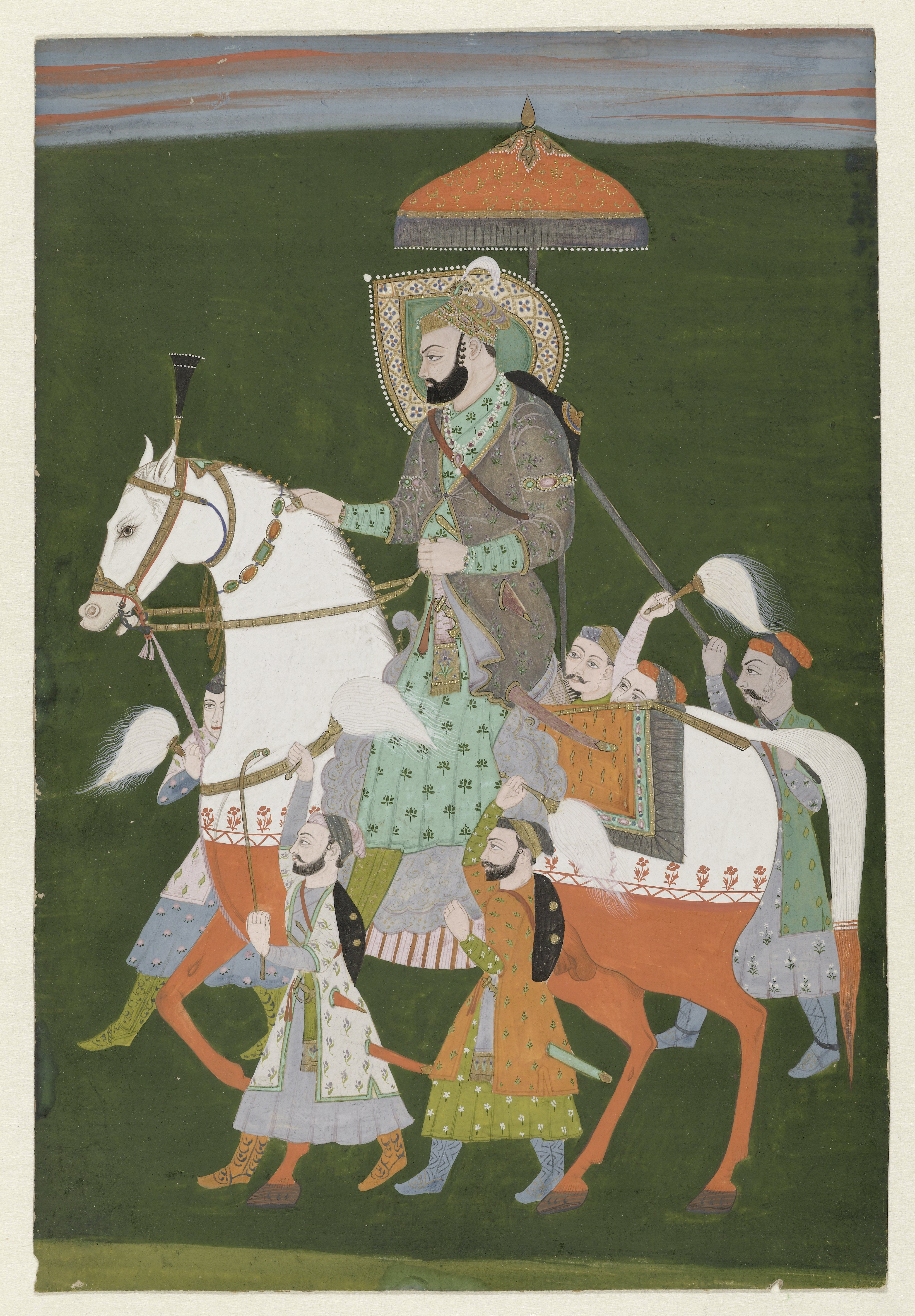

En 1715, Farrukhsiyar le había dado a Mir Jumla III el poder de firmar documentos en su nombre: "La palabra y el sello de Mir Jumla son mi palabra y mi sello". Mir Jumla III comenzó a aprobar propuestas para jagirs y mansabs sin consultar a Syed Abdullah, el primer ministro. El segundo de Syed Abdullah, Ratan Chand, aceptó sobornos para que él trabajara y participó en la agricultura de ingresos, lo cual estaba prohibido por el emperador mogol. Aprovechando la situación, Mir Jumla III le dijo a Farrukhsiyar que los Sayyids no eran aptos para ocupar cargos y los acusó de insubordinación. Con la esperanza de deponer a los hermanos, Farrukhsiyar comenzó a hacer preparativos militares y aumentó el número de soldados bajo el mando de Mir Jumla III y Khan Dauran.
Después de que Syed Hussain se enteró de los planes de Farrukhsiyar, sintió que su posición podría consolidarse controlando "provincias importantes". Pidió ser nombrado virrey del Deccan, en lugar de Asaf Jah I; Farrukhsiyar se negó y lo transfirió al Deccan. Temiendo un ataque de los partidarios de Farrukhsiyar, los hermanos comenzaron a hacer preparativos militares. Aunque Farrukhsiyar inicialmente consideró darle la tarea de aplastar a los hermanos a Mohammad Amin Khan (que a cambio quería el puesto de primer ministro), decidió no hacerlo porque destituirlo sería difícil.
Al llegar a Deccan, Syed Hussain firmó un tratado con el gobernante maratha Shahu I en febrero de 1718. A Shahu se le permitió recolectar sardeshmukhi en Deccan y recibió las tierras de Berar y Gondwana para gobernar. A cambio, Shahu acordó pagar un millón de rupias al año y mantener un ejército de 15.000 caballos para los Sayyids. Este acuerdo se alcanzó sin la aprobación de Farrukhsiyar, y se enojó cuando se enteró: "No era apropiado que el vil enemigo fuera socio autoritario en asuntos de ingresos y gobierno".

### Estado del Imperio Mughal

#### Equipo
Farrukhsiyar nombró a Sayid Abdullah Khan como primer ministro y colocó a Muhammad Baqir Mutamid Khan a cargo del Echiquer. El título de bakshi se confirió por primera vez a Hussain Ali Khan (con los títulos de Umdat-ul-Mulk, Amir-ul-umara y Bahadur Firuz Jung) y luego a Chin Qilich Khan y Afrasayab Khan Bahadur.
Fueron gobernadores de las provincias los siguientes; el gobernador del sur de la India fue Chin Qilich Khan, quien nombró vicegobernadores:
| Norte de la India | Norte de la India                 | India del Sur | India del Sur             |
| Provincia         | Gobernador / Ministro principal   | Provincia     | Vicegobernador            |
| ----------------- | --------------------------------- | ------------- | ------------------------- |
| Agra              | Shams ud Daula Shah Khan-i Dauran | Berar         | Iwaz Khan                 |
| Ajmer             | Syed Muzaffar Khan Barha          | Bidar         | Amin Khan                 |
| Allahabad         | Khan Jahan Barha                  | Bijapur       | Mansur Khan               |
| Awad              | Sarbuland Khan                    | Burhanpur     | Shukrullah Khan           |
| Bengala           | Farkhunda Bakht                   | Hyderabad     | Yusuf Khan                |
| Bihar             | Sayyid Hussain Ali Khan Barha     | karnataka     | Saadatullah Khan Nawayath |
| Delhi             | Muhammad Yar Khan                 |               |                           |
| Guyarat           | Shahamat Khan                     |               |                           |
| Kabul             | Bahadur Nasir Jang                |               |                           |
| cachemir          | Saadat Khan                       |               |                           |
| Lahore            | Abd al-Samad Khan                 |               |                           |
| Malva             | Raja Jai Singh de Ámbar           |               |                           |
| Multan            | Qutb-ul-Mulk Barha                |               |                           |
| Orissa            | Murshid Quli Khan                 |               |                           |

## Vida personal

### Familia
La primera esposa de Farrukhsiyar fue Fakhr-Un-Nissa Begum, también conocida como Gauhar-Un-Nissa, hija de Mir Muhammad Taqi (conocido como Hasan Khan y luego Sadat Khan). Taqi, procedente de la provincia persa de Mazandaran, se casó con la hija de Masum Khan Safawi; si ella fuera la madre de Fakhr-un-nissa, esto explicaría la elección de su hija como esposa del príncipe.
Su segunda esposa fue Bai Indira Kanwar, la hija del maharajá Ajit Singh. Se casó con Farrukhsiyar el 27 de septiembre de 1715, durante el cuarto año de su reinado, y no tuvieron hijos. Después de la deposición y muerte de Farrukhsiyar, abandonó el harén imperial el 16 de julio de 1719, regresó con su padre con sus propiedades y vivió los años restantes en Jodhpur.
La tercera esposa de Farrukhsiyar fue Bai Bhup Devi, hija de Jaya Singh (el Raja de Kishtwar, que se había convertido al Islam y recibió el nombre de Bakhtiyar Khan). Después de la muerte de Jaya Singh, fue sucedido por su hijo, Kirat Singh. En 1717, en respuesta a un mensaje del Mufti de Delhi, su hermano Kirat Singh la envió a Delhi con su hermano Mian Muhammad Khan. Farrukhsiyar se casó con ella y ella entró en el harén imperial el 3 de julio de 1717.

### Títulos
Su nombre completo era Abul Muzaffer Muinuddin Muhammad Farrukhsiyar Badshah.
Póstumamente fue conocido como "Shahid-i-marhum" (el mártir recibido con misericordia).

### Monedas
En las monedas emitidas durante el reinado de Farrukhsiyar, estaba inscrita la siguiente frase: "Sikka zad az fazl-i-Haq bar sim o zar/ Padshah-i-bahr-o-bar Farrukhsiyar" (Por la gracia del Dios verdadero, acuñada en plata y oro, el emperador de la tierra y el mar, Farrukhsiyar). Hay 116 monedas de su reinado expuestas en el Museo de Lahore y en el Museo Indio de Calcuta. Las monedas fueron acuñadas en Kabul, Cachemira, Ajmer, Allahabad, Bidar y Berar.

## Deposición y muerte

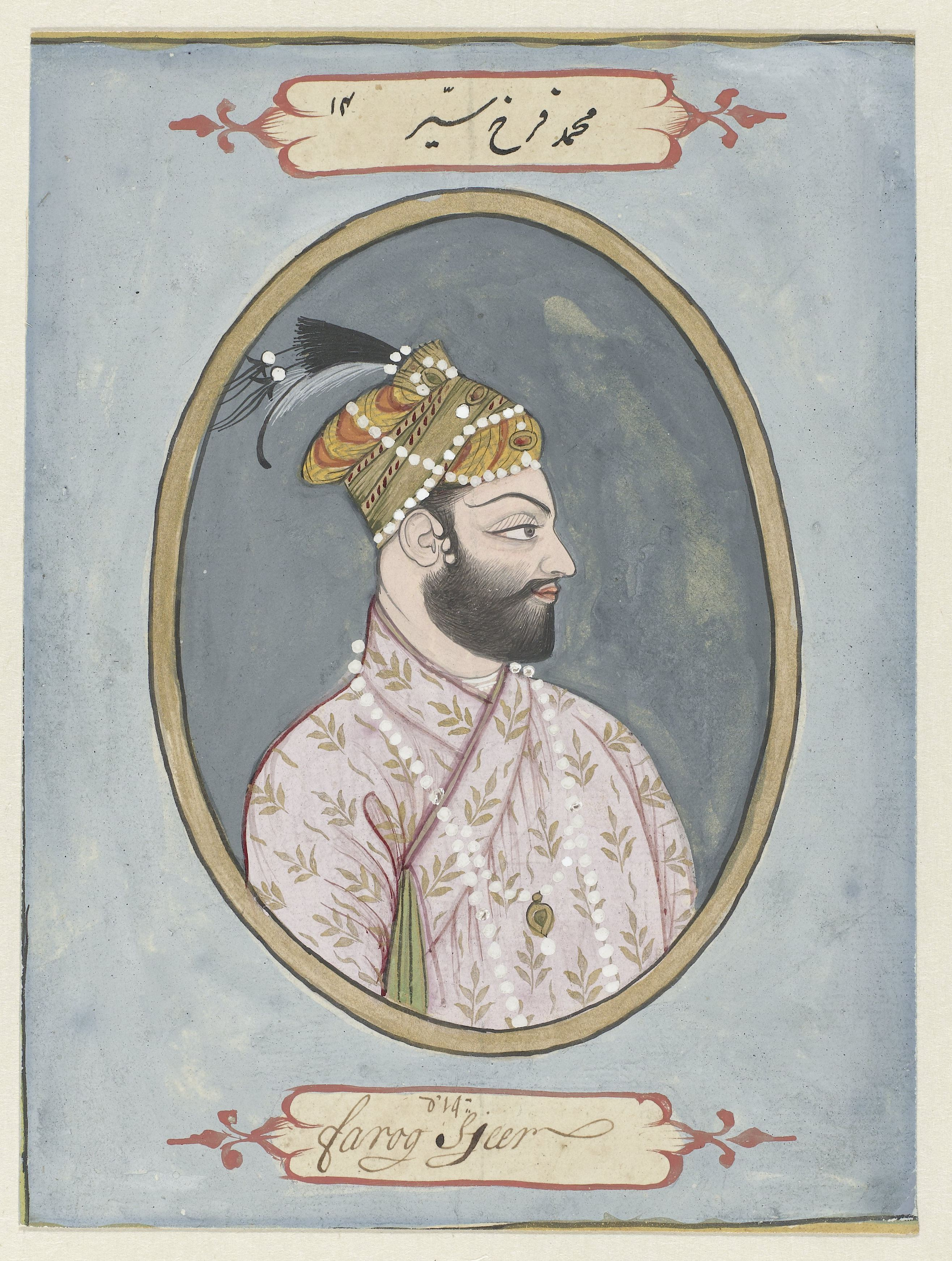

Con la ayuda de Ajit Singh y Marathas, Farrukhsiyar fue cegado, encarcelado y luego ejecutado por los hermanos Sayyid en 1719. Tras su muerte, Ajit Singh reclamó a su hija viuda junto con la dote y regresó a Jodhpur.

## Legado
La ciudad de Farrukhnagar en el distrito de Gurgaon, 32 kilómetros (19,9 mi) al sur de Delhi, recibió su nombre. Durante su reinado, construyó allí un Sheesh Mahal (palacio) y una Jama Masjid (mezquita).
La ciudad de Farrukhabad en Uttar Pradesh también lleva su nombre.